# Неманья Ніколич (футболіст, 1992)
Неманья Ніколич (серб. Немања Николић / Nemanja Nikolić, нар. 19 жовтня 1992, Кралєво) — сербський футболіст, нападник клубу «Партизан».
Виступав, зокрема, за клуби «Ростов», «Партизан» та «Воєводина».

## Ігрова кар'єра
Народився 19 жовтня 1992 року в місті Кралєво. Вихованець футбольної школи клубу «Грбаль». Дорослу футбольну кар'єру розпочав 2011 року в основній команді того ж клубу, в якій провів два сезони, взявши участь у 37 матчах чемпіонату. 
Своєю грою за цю команду привернув увагу представників тренерського штабу клубу «Ростов», до складу якого приєднався 2013 року. Відіграв за ростовську команду наступні три сезони своєї ігрової кар'єри.
Згодом з 2016 по 2018 рік грав у складі команд «Актобе» та «Спартак» (Суботиця).
У 2018 році уклав контракт з клубом «Партизан», у складі якого провів наступний рік своєї кар'єри гравця. Більшість часу, проведеного у складі «Партизана», був основним гравцем атакувальної ланки команди.
Протягом 2019—2022 років захищав кольори клубів «Воєводина», «Спартак» (Суботиця), «Ар-Раїд», «Тобол» (Костанай) та «Спартак» (Суботиця).
З 2022 року знову, цього разу один сезон захищав кольори клубу «Воєводина».  Граючи у складі «Воєводини» також здебільшого виходив на поле в основному складі команди.
До складу клубу «Партизан» приєднався 2023 року. Станом на 20 липня 2024 року відіграв за белградську команду 32 матчі в національному чемпіонаті.